# Salto do Yucumã

O Salto do Yucumã ou Iucumã ou Tucumã ou Grande Salto Yocoma' ou ainda Saltos del Moconá é um importante conjunto de quedas d'água entre o noroeste do município de Derrubadas, no estado brasileiro do Rio Grande do Sul, e ao sudeste do departamento de San Pedro , no município de El Soberbio, na província argentina de Misiones . É a maior queda da água longitudinal do mundo.
Em língua guarani, moconá significa "que tudo engole". Os saltos se dão ao longo de 1.800 metros e atingem uma altura de até 20 metros.
De relevo acidentado, sulcada por numerosos cursos de rios e arroios  e coberta por uma importante massa arborizada, somente no Salto Yucumã (lado Brasileiro) é possível observar a queda d'água, ja os Saltos do Moconá (lado Argentino) oferecem mais de cem alternativas para viver a natureza. Realizam-se travessias em veículos com tração nas quatro rodas; atividades de sobrevivência em plena selva; turismo de estadia com cavalgadas, caminhadas, passeios em jipe, canoagem e serviços artesanais e caseiros; também a descida do rio em canoas, o chamado rafting no meio de galerias no meio do mato da selva pelos rápidos ribeiros.
Se podem observar a flora e a fauna ingressando pelas picadas, descobrindo a cada passo como convivem harmoniosamente mil formas de vida: árvores, arbustos, cipós, trepadeiras,  plantas que crescem umas sobre as outras, as chamadas "epífitas"  junto a aves, mamíferos, répteis, peixes e anfíbios num equilíbrio natural.
Na década de 1970 foram feitos estudos para a construção de usinas e o aproveitamento do potencial hidrelétrico da região. Mas o projeto foi abandonado por causa dos altos custos ecológicos e ambientais uma vez que a própria lei de conservação da região impede que se submerja as quedas d'água do Iucumã. Existe um projeto de construir uma represa menor, logo após as quedas d'água: a represa Panambi.

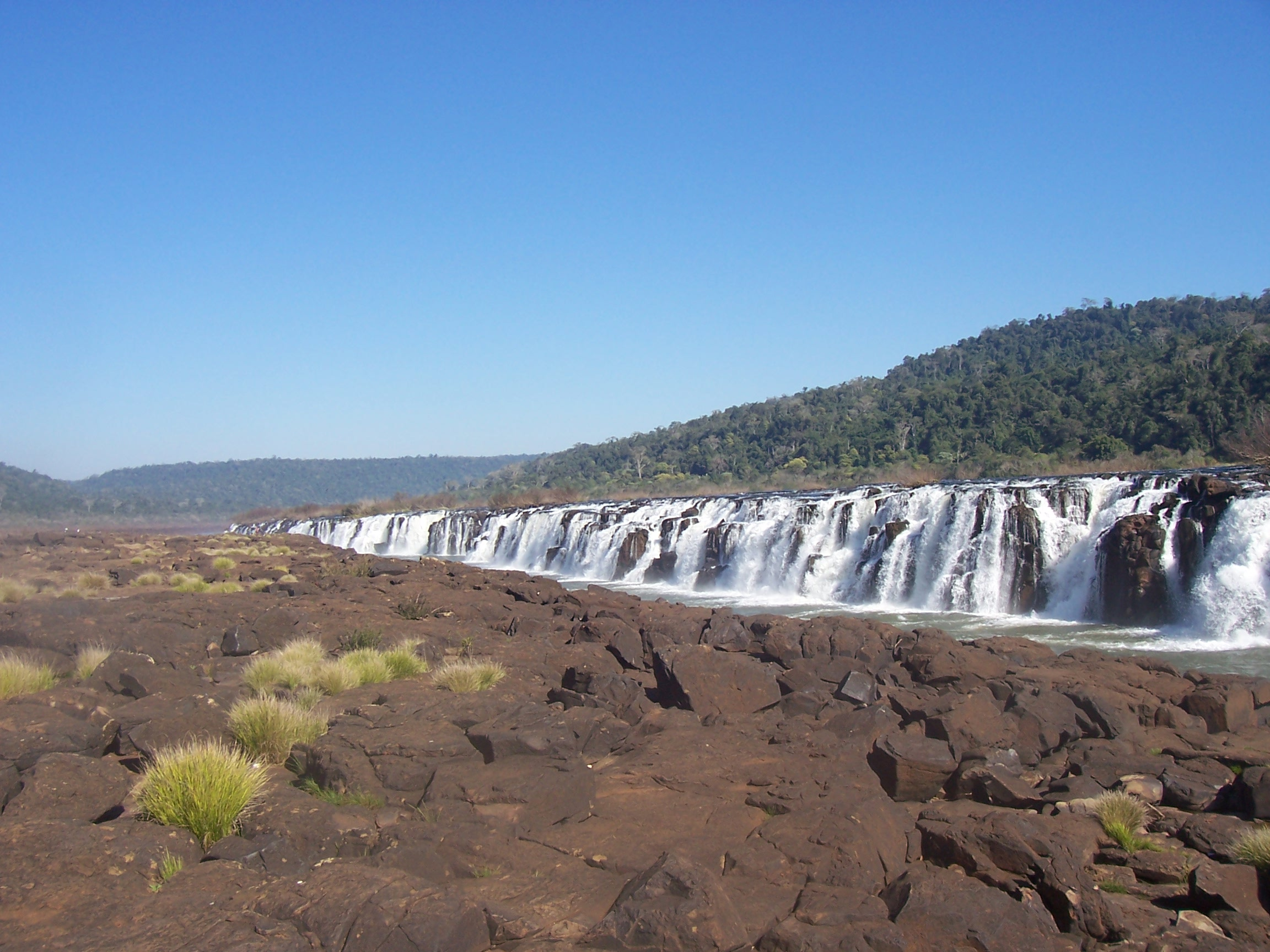
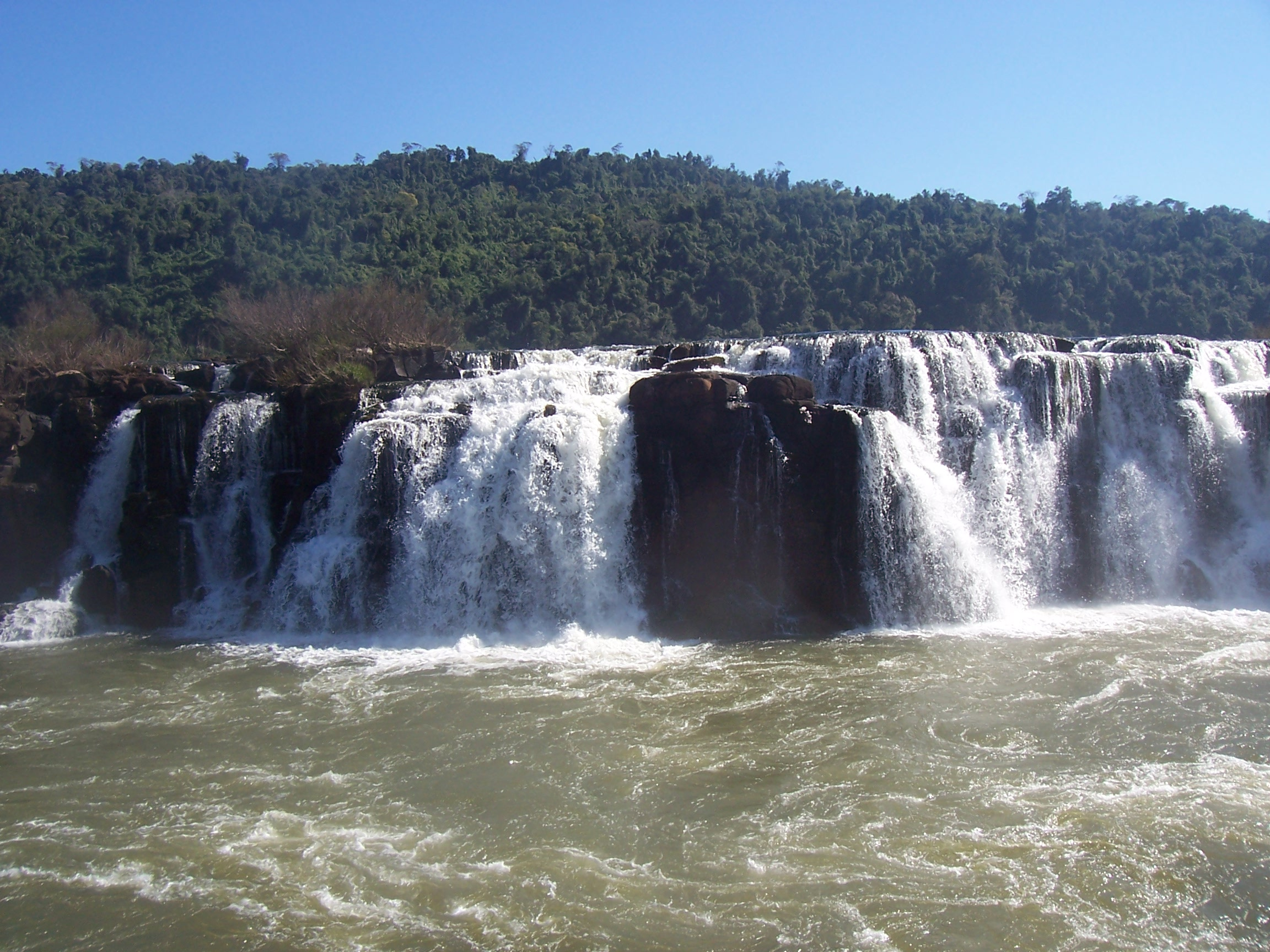
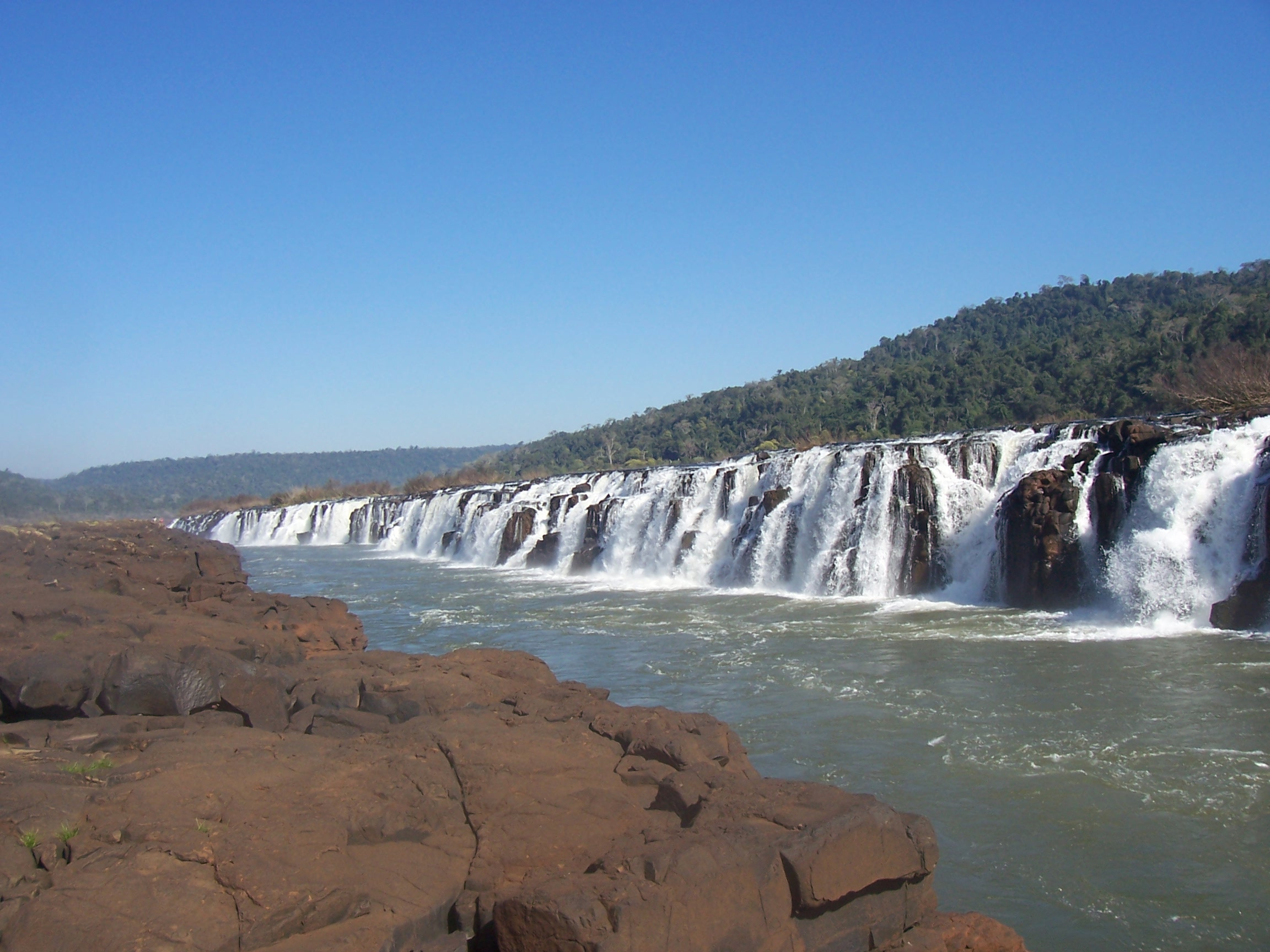
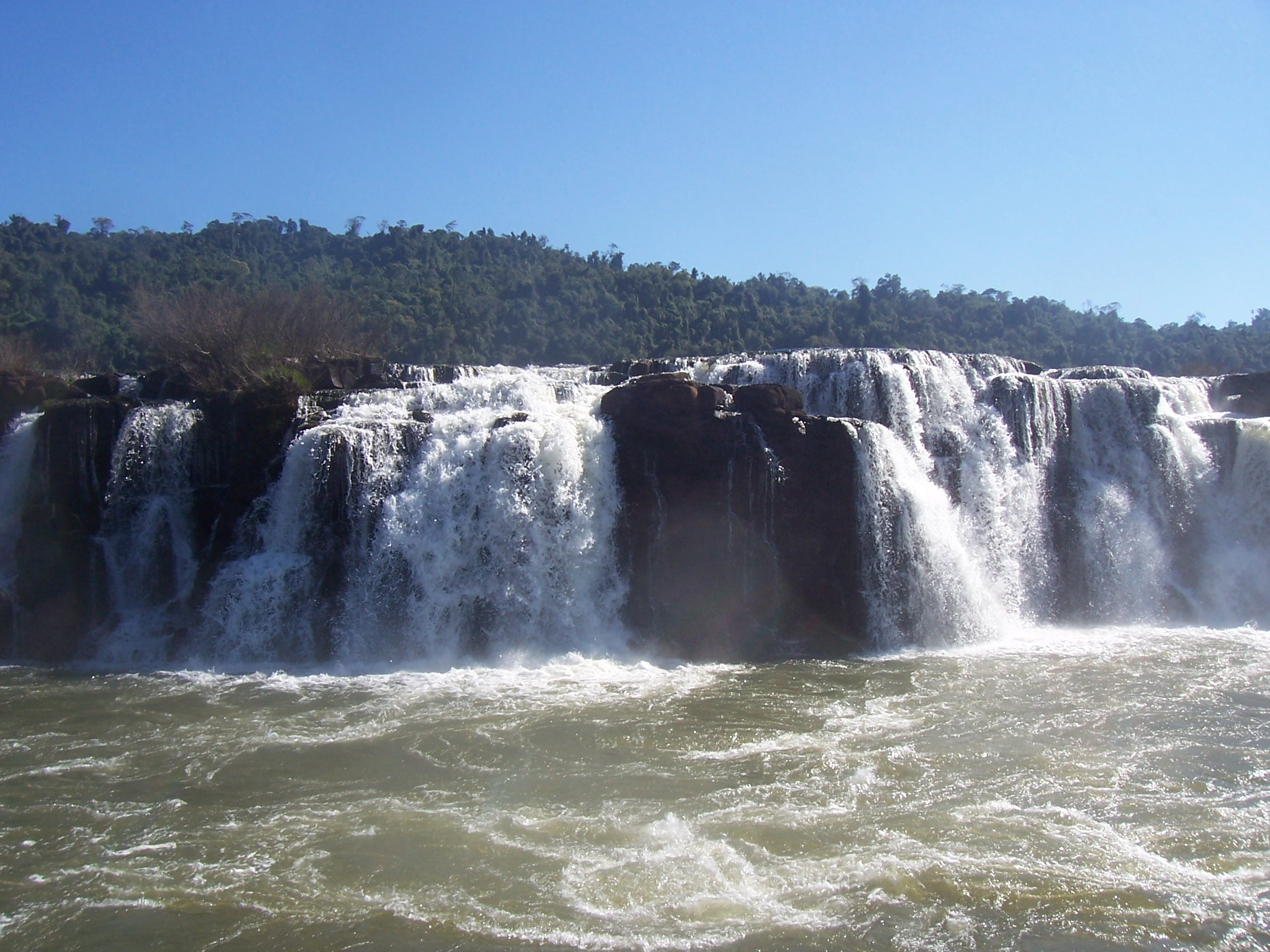
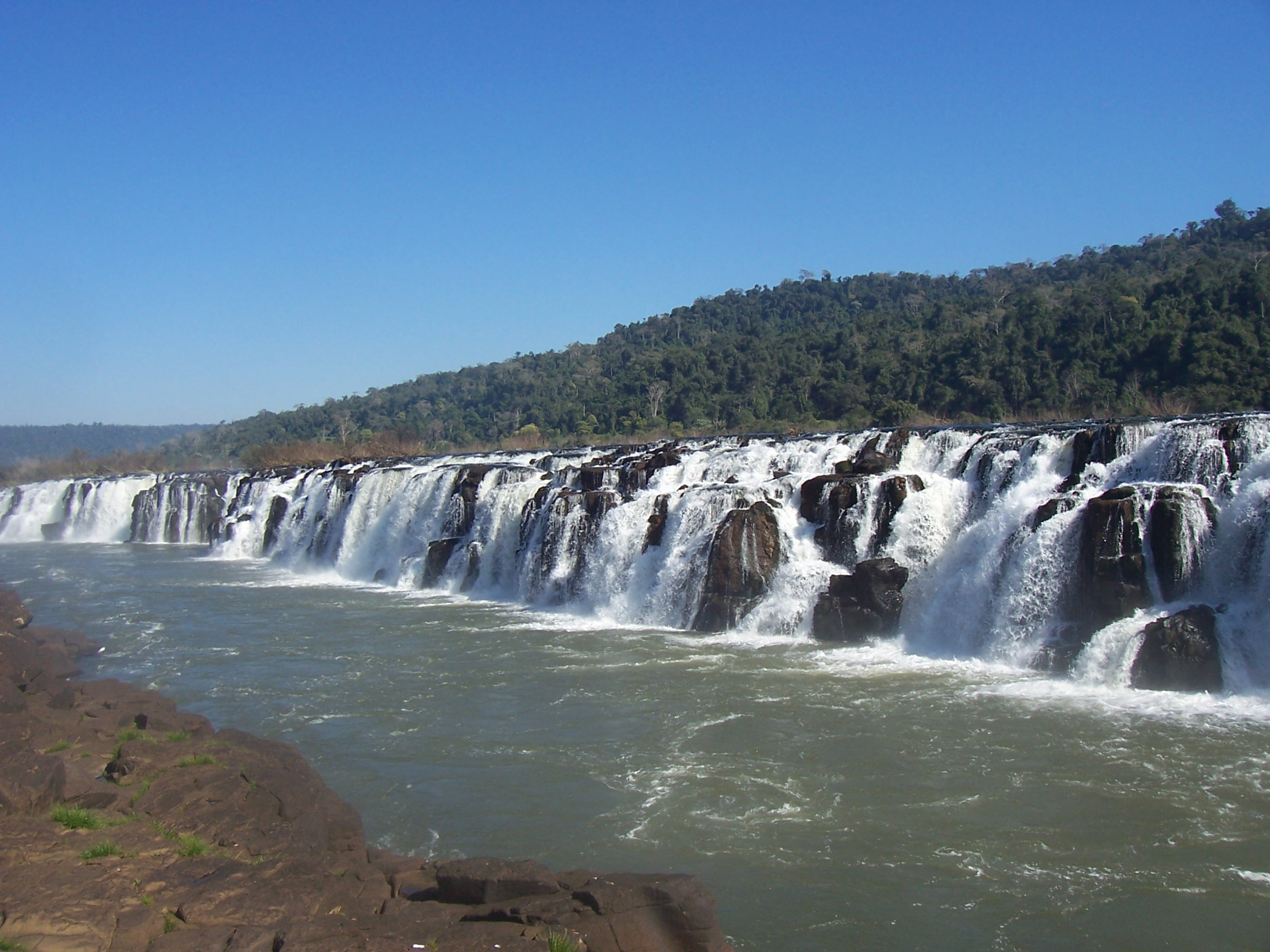
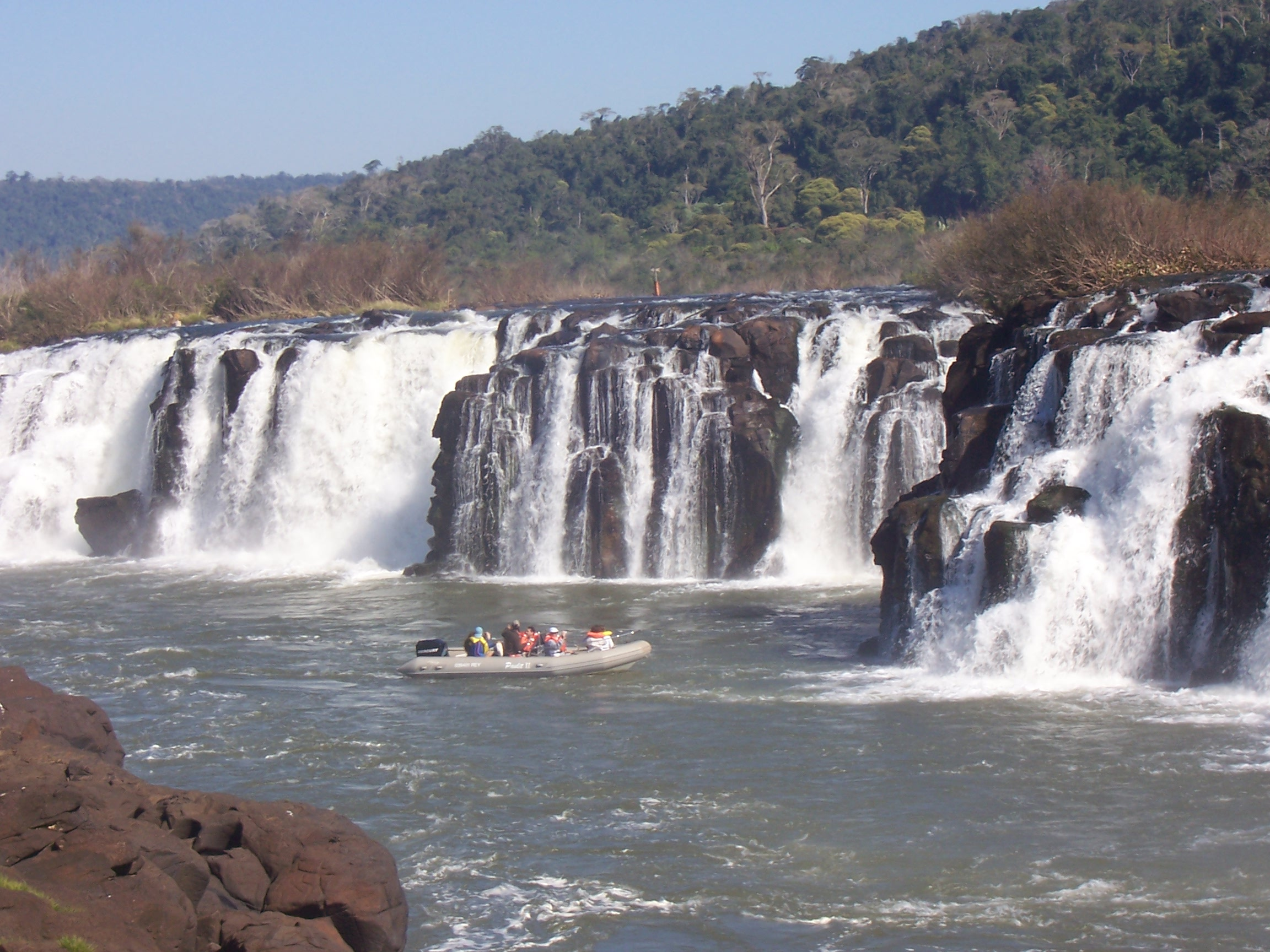
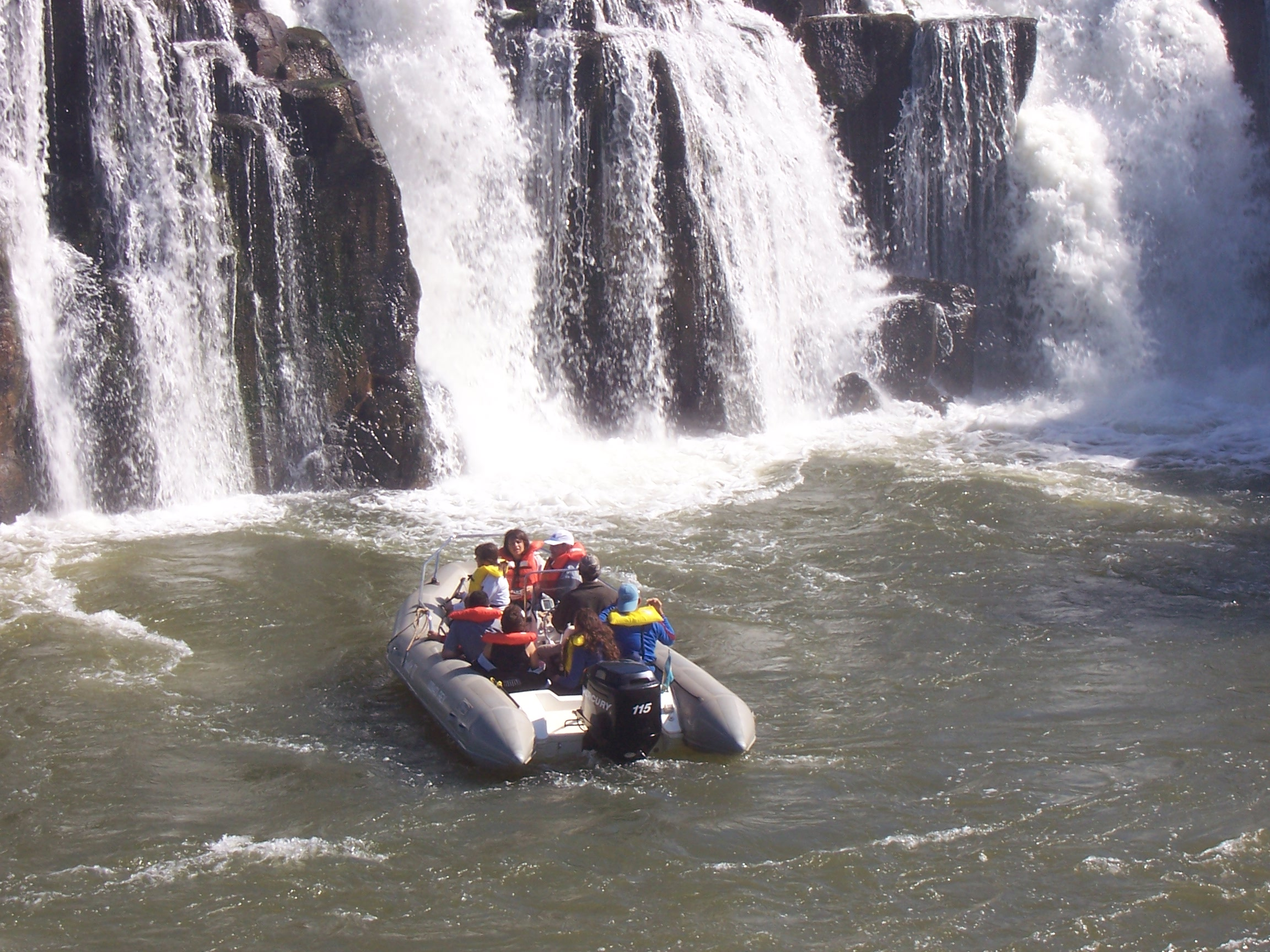
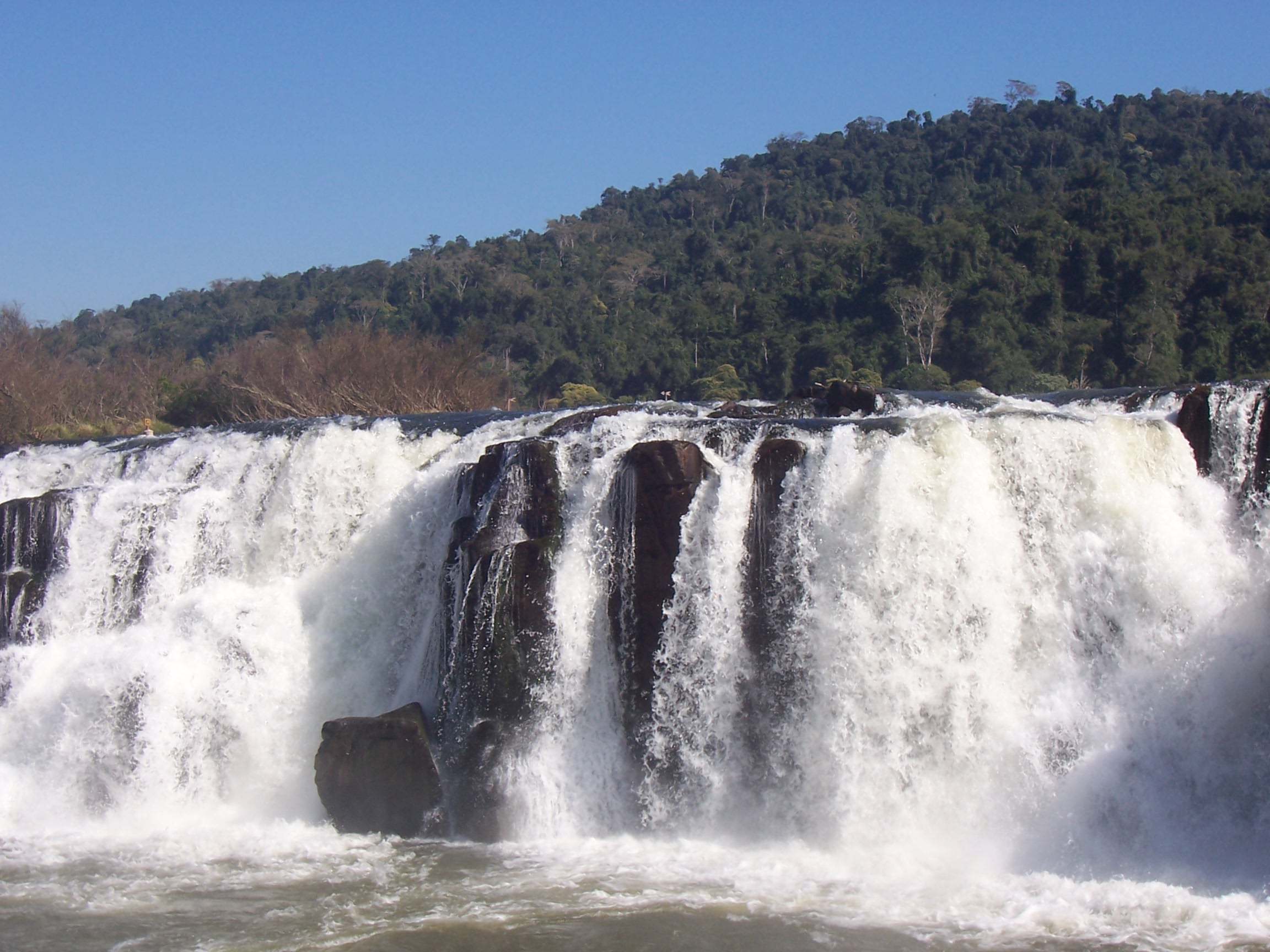
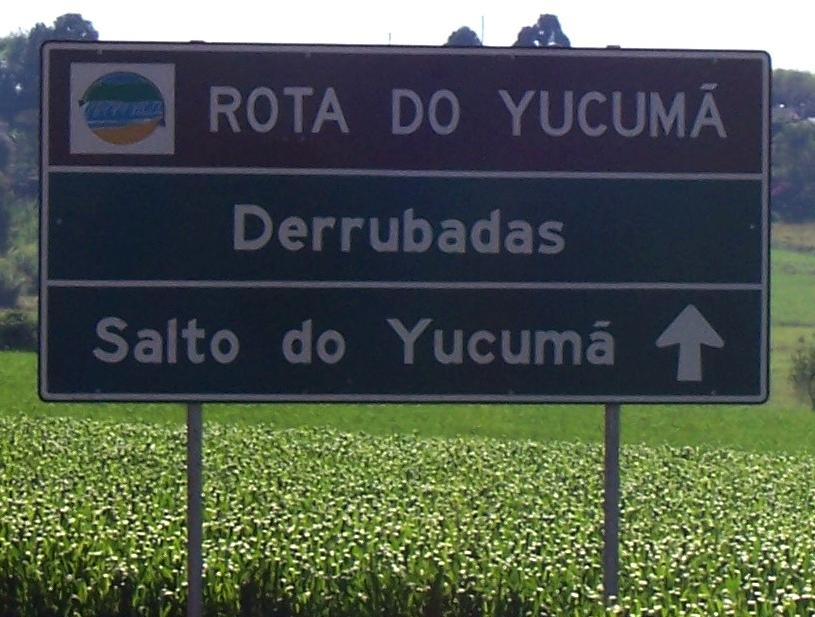